# Armoriale dei comuni della città metropolitana di Catania
Questa pagina contiene le armi (stemmi e blasonature) della città metropolitana di Catania e dei suoi 58 comuni.
| Stemma                                         | Comune e blasonatura | Gonfalone e/o Bandiera               |
| ---------------------------------------------- | --- | ------------------------------------ |
|                                                | Aci Bonaccorsi |                                      |
|                                                | Aci Castello Di cielo, al castello torricellato di tre, di argento, murato di nero, le torri merlate ognuna di tre alla guelfa, chiuso di nero, finestrato di due in fascia dello stesso, fondato sulla campagna di azzurro, mareggiata di argento, esso castello posto a destra, accompagnato a sinistra da tre faraglioni di argento, posti uno accanto all'altro, fondati sulla campagna; il faraglione centrale sostenente il leone d'oro, allumato e linguato di rosso, afferrante con le zampe anteriori l’asta di nero della bandiera svolazzante a sinistra, di rosso crociata d'oro. Sotto lo scudo, su lista bifida e svolazzante di azzurro, il motto, in lettere maiuscole di nero, acensium fecunda parens. Ornamenti esteriori da Comune. Gonfalone: drappo di rosso… D.P.R. 22 aprile 2014 |                                      |
|                                                | Aci Catena |                                      |
|                                                | Aci Sant'Antonio Inquartato: nel primo di rosso, alla croce di Gerusalemme, d'oro, accantonata da quattro bisanti dello stesso; nel secondo d'oro, alla croce di Sant'Andrea, di rosso, diminuita, accantonata in capo e in punta da due gigli di rosso e sui fianchi da due rose dello stesso; nel terzo d'argento alla sbarra di rosso, accostata da due pesci d'azzurro, con la testa all'insù; nel quarto trinciato: nel primo di verde a tre sbarre d'oro, nel II d'oro, al leone d'azzurro posto in banda; alla fascia diminuita, d'argento posta sulla troncatura e caricata a destra da tre stelle di sei raggi d'azzurro; sul tutto il palo semipartito troncato, ritirato in capo e arrotondato in punta: nel I, palato d'oro e di rosso di quattro pezzi, nel II inquartato in decusse d'azzurro e d'argento, nel terzo di azzurro. Ornamenti esteriori da Comune. D.P.R. del 18 settembre 1984 |                                      |
|                                                | Acireale Di cielo, allo scoglio di grigio al naturale, uscente dal fianco sinistro e dal mare di azzurro, fluttuoso di argento; esso scoglio sostenente il castello d'oro, murato di nero, torricellato di tre, la torre centrale più alta e più larga cimata dal leone d'oro, nascente, coronato all'antica, dello stesso, linguato e armato, di rosso, afferrante con le zampe anteriori l'asta di nero della bandiera bifida e svolazzante a destra, di rosso, crociata d'oro; esso castello chiuso di nero, finestrato di otto dello stesso, tre finestre nelle torri, cinque nel corpo del castello, merlato alla guelfa, il fastigio di cinque, le torri ognuna di tre; il tutto accompagnato dalle lettere maiuscole A e G, d'oro, ordinate in fascia nel canton destro del capo, e in punta a destra da tre faraglioni di grigio al naturale, uscenti dal mare in sbarra, con le sommità nel cielo digradanti in banda. Ornamenti esteriori da Città. Gonfalone: drappo di rosso Bandiera: drappo di rosso, caricato dallo stemma civico D.P.R. del 27 febbraio 2009 Stemma precedentemente in uso: D'azzurro, al castello a sinistra uscente dal mare, merlato alla ghibellina e fra i merli al leone rampante coronato d'oro, tenente con le branche uno stendardo bifido di rosso, carico delle lettere capitali A. C. d'oro, il castello accostato nel centro da tre faraglioni. Decreto del 29 settembre 1936 |                                      |
|                                                | Adrano |                                      |
|                                                | Belpasso È rappresentato dalla mitica Araba Fenice recante: nel petto uno scudo con l'Etna che fuoriesce da alcune lingue di fuoco stilizzate, negli artigli la scritta Melior de cinere surgo. Ai lati un ramoscello di quercia e uno d'alloro, annodati al centro da un fiocco. L'Araba Fenice è sormontata dalla corona araldica dei Comuni |                                      |
|                                                | Biancavilla troncato e composto dai seguenti simboli: SOLE RADIOSO: situato nella parte alta dello scudo ed immerso in un azzurro simboleggiante il cielo. ZOLLA DI TERRA: situata in basso, simboleggia il territorio. Questo simbolo, assieme al sole radioso ed al cielo azzurro, esalta il significato di Callicari (antico nome di Biancavilla) che, per l'appunto, in greco significa bella contrada. CAVALLO: rappresenta il cavallo dell'eroe nazionale albanese Giorgio Castriota detto Scanderbeg. Inoltre, assieme al cipresso, rappresenta lo stemma gentilizio di famiglia del primo Capitano (Sindaco) di Biancavilla Cesare Masi. CIPRESSO: simboleggia l'albero al quale, secondo un'antica tradizione albanese, Giovanni Castriota, figlio dello Scanderbeg, legò il cavallo del padre e salpò verso l'Italia portando in salvo la madre e la sua gente minacciati dall'invasore turco-musulmano Maometto II. TORRE: merlata di tre pezzi e finestrata, il simbolo dei Signori del luogo, i Conti Moncada. CROCE GRECA: riafferma l'appartenenza dei profughi Albanesi alla religione cristiana di rito greco-ortodosso. NASTRO D'ORO: sormonta la croce greca e reca la scritta Scanderbeg che, in arabo, significa Alessandro il Signore o il Grande. Un omaggio al grande guerriero albanese Giorgio Castriota, strenuo difensore della fede cristiana. CORONA DI CONTE: sormonta il nastro e la croce greca. Simbolo della Contea di Adernò, in onore del Conte Gian Tommaso Moncada che fece emanare dai Presidenti del Regno di Sicilia, Santapau e Centelles, l'8 gennaio 1488, il Privilegio che concedette ai profughi albanesi, capitanati dal nobile Cesare Masi, la terra di Callicari o Poggio Rosso. Nacque così Casale Dei Greci, oggi Biancavilla. Gonfalone: drappo di bianco… |                                      |
|                                                | Bronte Un'aquila, con due corone una sulla testa e l'altra al collo; nei quarti dello stemma appaiono: a destra, in alto cinque palle sul fondo giallo, due aquilotti coronati e due strisce rosse; sul fondo nero un leoncino e un'aquila sul fondo giallo, l'intermezzo dei due stemmi è sparso di gigli: a sinistra, in alto sette gigli su fondo bianco, una torre e un leoncino; tre gigli su fondo giallo; nel mezzo a sinistra altri due quarti; uno con gigli a destra, l'altro con palle a sinistra e il motto Fidelissima Brontis Universitas Gonfalone: drappo di rosso… |                                      |
|                                                | Calatabiano Troncato: nel primo, campo di cielo, al castello diruto, fondato su un monte, il tutto al naturale; nel secondo, d'azzurro, a cinque crocette d'oro, poste in croce. |                                      |
|                                                | Caltagirone D'argento, alla croce di rosso all'interno di uno scudo. Ornamenti esteriori da città. Fanno parte dello stemma inoltre, per tradizione millenaria, gli ornamenti raffiguranti l'aquila coronata con le ali spiegate che con l'artiglio destro brandisce un osso di gigante, con grifoni alati ai lati |                                      |
|                                                | Camporotondo Etneo D'argento al leone al naturale coronato all'antica d'oro e accompagnato nel cantone destro del capo dalla quercia al naturale Gonfalone: drappo di azzurro riccamente ornato di ricami d'argento e caricato dello stemma comunale con l'iscrizione in alto in argomento "Comune di Camporotondo Etneo" |                                      |
|                                                | Castel di Iudica |                                      |
|                                                | Castiglione di Sicilia Gonfalone: Drappo di rosso… |                                      |
|                                                | Catania D'azzurro, all'elefante di rosso con la proboscide alzata e le zanne al naturale, sormontato dalla lettera maiuscola A, pure di rosso. Legenda: "S.P.Q.C". D.P.C.M. dell'11 agosto 1934, trascritto nei registri della Consulta Araldica il 14 agosto 1934 Gonfalone: drappo rettangolare fasciato di verde, di rosso amaranto e di azzurro con, nella parte inferiore, tre bandoni a forma di vaio irregolare, quello di mezzo più lungo, ornato con ricami d'oro ed, al centro, lo stemma civico come descritto all'articolo precedente con la variante dell'elefante con gualdrappa d'argento sormontato da un piedistallo su cui poggia S. Agata armata, alla destra, della spada posta in sbarra, e, alla sinistra, di uno scudo ovale d'oro con l'effigie di un'aquila d'argento a volo abbassato. In alto, l'iscrizione centrata in oro Città di Catania, la legenda Castigo rebelles a destra ed Invictos supero a sinistra e sotto lo scudo, su nastro svolazzante il motto: Catania tutrix regum. Bandiera: Drappo partito di rosso e di azzurro… |                                      |
|                                                | Fiumefreddo di Sicilia DPR del 15 luglio 1950 |                                      |
|                                                | Giarre D'azzurro, alla bordura d'oro, caricato da sette torri merlate di due alla guelfa, murate di rosso, aperte del campo ed ordinate in palo 2, 3, 2, ornamenti esteriori da Comune [Città dal 2025]. Gonfalone: Drappo d'azzurro. |                                      |
|                                                | Grammichele Di rosso, alle tre fasce d'argento, attraversate dall'aquila d'oro, coronata dello stesso, allumata e linguata di rosso. Sotto lo scudo, su lista bifida e svolazzante di rosso, il motto, in lettere maiuscole d'oro, Ochula Pristinum Nomen Nostrum. Ornamenti esteriori da Comune. D.P.R. del 24 maggio 2005 |                                      |
|                                                | Gravina di Catania D.P.R. 3 dicembre 2001 Gonfalone: drappo di verde… |                                      |
|                                                | Licodia Eubea Campo di cielo, al lupo rapace di grigio tenente una bandiera di rosso, sostenuto da una pianura al naturale di verde. D.P.R. del 20 gennaio 1981, n. 323, registrato alla Corte dei Conti il 27 gennaio 1981. |                                      |
|                                                | Linguaglossa |                                      |
|                                                | Maletto Di rosso, al braccio armato d'argento, movente dal fianco sinistro dello scudo, con la mano di carnagione, impugnante la spada d'oro, posta in sbarra. Ornamenti esteriore da Comune. Gonfalone: drappo di bianco riccamente ornato di ricami d'argento e caricato dello stemma sopra descritto, con l'iscrizione centrata in argento, recante la denominazione del Comune. Le parti di metallo e di cordoni argentate. L'asta verticale ricoperta di velluto bianco con bullette argentate poste a spirale. Nella freccia è rappresentato lo stemma del Comune e sul gambo è inciso il nome. DPR del 18 gennaio 1988. Registrato alla Corte dei Conti il 23 febbraio 1988, n. 158 |                                      |
|                                                | Maniace |                                      |
|                                                | Mascali D'azzurro alle sette torri, merlate alla ghibellina di tre, d'oro, murate di nero, chiuse dallo stesso, finestrate di uno di nero, poste due, tre, due. Ornamenti esteriori da Comune. Gonfalone: Drappo di giallo con la bordatura di azzurro, riccamente ornato di ricami d'argento e caricato dallo stemma comunale con l'iscrizione centrata in argento, recante la denominazione del Comune. Le parti di metallo ed i cordoni sono argentati. L'asta verticale è ricoperta di velluto dei colori del drappo, alternati, con bullette argentate poste a spirale. Nella freccia è rappresentato lo stemma del Comune e sul gambo inciso il nome. Cravatta con nastri ricolorati dai colori nazionali frangiati d'argento. DPR del 21 marzo 1997 |                                      |
| Stemma come da decreto di concessione          | Mascalucia Partito di uno e troncato di due da tre filetti d'argento: nel primo, d'oro, alla croce diminuita, di azzurro, accantonata da quattro tortelli, dello stesso; nel secondo, inquartato in decusse, nel I e nel IV d'oro, a quattro pali di rosso, nel II e nel III di verde; nel terzo d'azzurro a due gruppi posti in palo, di tre foglie lanceolate, poste a ventaglio, di verde; nel quarto, d'azzurro, a tre bisanti d'oro, due uno; nel quinto, d'oro, a quattro sbarre d'azzurro; nel sesto, di nero, a quattro bande di oro. Ornamenti esterni del Comune. D.P.R. del 22 luglio 1987 (Lo stemma in uso non risponde al decreto di concessione) Gonfalone: Drappo di bianco riccamente ornato di ricami d’argento e caricato dello stemma sopra descritto, con l’iscrizione centrata in argento recante la denominazione del Comune. Le parti di metallo e cordoni sono argentati. L’asta verticale è ricoperta di velluto bianco con bullette argentate poste a spirale. Nella freccia è rappresentato lo stemma del Comune e sul gambo inciso il nome. Cravatta con nastri tricolorati dei colori nazionali frangiati d’argento. |                                      |
|                                                | Mazzarrone Gonfalone: drappo di azzurro… |                                      |
|                                                | Militello in Val di Catania D'azzurro, al guerriero romano di carnagione, vestito di porpora, armato di lorica e gambali d'argento, di calzari ed elmo, impugnante con la destra una lancia di legno al naturale in palo, con la sinistra uno scudo rotondo d'argento con buccio d'oro, fermo in maestà sulla terrazza erbosa di verde, segni esterni di Comune. |                                      |
|                                                | Milo |                                      |
|                                                | Mineo Scudo sormontato da una corona a 5 punte e con la scritta Urbs maenarum vetustissima ed iucondissima che abbraccia lo scudo. Lo scudo è suddiviso in due parti: quella di sinistra di colore giallo porta l'emblema dell'aquila reale ricamata in oro, quella di destra di colore azzurro raffigura il busto della Patrona di S. Agrippina che si erge al di sopra di una torre merlata, di colore marrone, anch'essa ricamata in oro. Gonfalone: drappo di colore azzurro e di forma rettangolare con sottostanti frange dorate |                                      |
|                                                | Mirabella Imbaccari Di azzurro, a quattro pali d'argento, con una banda diminuita dello stesso, attraversante sul tutto. Ornamenti esteriori da Comune. Gonfalone: drappo di azzurro… DPR del 15 gennaio 2018 Stemma precedentemente in uso: Interzato in fascia: il PRIMO, partito: a) d'oro, al leone rivoltato d'azzurro, b) gheronato di rosso e d'argento di otto pezzi; il SECONDO, d'azzurro, a tre gigli d'oro; il TERZO, d'argento, a tre gigli di nero; fiancheggiato: a destra troncato: a) di nero pieno, b) d'argento, all'orlatura di nero, a dieci tortelli dello stesso posti in cinta; a sinistra d'oro, a sei torte d'azzurro (1, 2, 2, 1). DPR del 16 giugno 1982 |                                      |
|                                                | Misterbianco D'argento, all'aquila al naturale dal volo spiegato, caricata in petto di uno scudetto d'azzurro, alla banda d'oro, recante nel modulo superiore una cometa d'argento, e nel modulo inferiore un vulcano vampante. Ornamenti esteriori da Comune. D.P.R. dell'11 dicembre 1969 Gonfalone: drappo di azzurro… |                                      |
|                                                | Motta Sant'Anastasia In campo azzurro tre monti accostati, sulla cima di mezzo un vecchio albero pieno di nodi, in colore naturale, ai piedi un corso d'acqua argenteo dai riflessi celesti. Gonfalone: Drappo bicolore di cm 95 di larghezza per cm 118 di altezza, di colore bianco nella parte superiore per cm 95 di larghezza e cm 69 di altezza e di colore rosso nella parte inferiore per cm 94,5 di larghezza per cm 69 di altezza. La parte in rosso del Gonfalone nella parte più bassa è costituita da tre merlature, costituenti tre rettangoli con propaggini triangolari, rispettivamente di cm 25 di altezza per cm 20 di larghezza, le due merlature ai lati e di cm 25 di altezza per cm 35 di larghezza quella al centro, intervallato da due frange di cm 8 per cm 8 e contornate in basso da altrettante frange, anch'esse di cm 8. Nella parte di colore bianco vi è al centro una corona di cm 25 di larghezza per 5 di altezza, con n. 5 pietre dure di varia foggia e colore e sotto di essa, a cm 5, uno stemma a forma di scudo raffigurante il Castello Normanno, di colore oro su sfondo azzurro, della larghezza di cm 24 per un'altezza di cm 26 ai lati e di cm 31 al centro. Nella parte di colore rosso sono raffigurati due ramoscelli, uno di quercia ed uno di ulivo con foglie di colore oro con la scritta: "Comune di Motta Sant'Anastasia". Ai lati del drappo vi sono due cordoni con fiocco dorato nella parte terminale in basso. |                                      |
|                                                | Nicolosi Il motto presente sullo stemma è Subridens Ocellus Civitas Fervido Montis Igne Facta contornato da ramoscelli di ginestra, il primo fiore della lava. Significa "cittadina resa dal fervido fuoco del monte una gemma splendente." |                                      |
|                                                | Palagonia Gonfalone: drappo partito di azzurro e di bianco… |                                      |
|                                                | Paternò Di azzurro alla torre al naturale, merlata alla ghibellina, aperta e finestrata del campo, fondata sulla campagna di verde, sostenuta da due ceraste dragonali, controrampanti d'oro. Ornamenti esteriori da Città. Gonfalone: drappo di colore azzurro riccamente ornato di ricami d'oro e caricato dello stemma comunale con l'iscrizione centrata in oro: Comune di Paternò. Le parti di metallo ed i cordoni sono dorati. L'asta verticale è ricoperta di velluto azzurro con bullette dorate poste a spirale. Nella freccia è rappresentato lo stemma del Comune e sul gambo inciso il nome. Cravatta e nastri tricolorati dai colori nazionali frangiati d'oro. D.P.R. del 1º luglio 1952 |                                      |
| Stemma precedentemente utilizzato Altro stemma | Pedara Partito: il PRIMO, interzato in fascia: a) di verde, al braccio destro armato di acciaio al naturale, uscente dal lembo destro dello scudo, la mano di carnagione afferrante la coda posta in palo della cometa di sette raggi, d'oro; b) di nero, alla croce di otto punte e patente, di argento; c) di rosso, al giglio di giardino reciso, gambuto di verde, fiorito di due, di argento; il SECONDO, di azzurro, al leone d'oro, coronato all'antica, dello stesso. Ornamenti esteriori da Comune. Gonfalone: drappo di bianco con la bordatura di azzurro, riccamente ornato di ricami d'argento e caricato dallo stemma sopra descritto con la iscrizione centrata in argento, recante la denominazione del Comune. Le parti di metallo ed i cordoni saranno argentati. L'asta verticale sarà ricoperta di velluto dei colori del drappo alternati, con bullette argentate poste a spirale. Nella freccia sarà rappresentato lo stemma del Comune e sul gambo inciso il nome. Cravatta con nastri tricolorati dai colori nazionali frangiati d'argento. D.P.R. del 21 gennaio 2009 | Gonfalone precedentemente utilizzato |
|                                                | Piedimonte Etneo Partito: il PRIMO, campo di cielo, al vulcano Etna, di verde, fondato in punta e uscente dai fianchi, con la sommità innevata di argento, cimata dal pennacchio di fumo, dello stesso, esso vulcano caricato in punta da una pluralità di edifici al naturale, effigiante l'abitato di Piedimonte Etneo; il SECONDO, troncato: a) di azzurro, alle due bande diminuite, d'oro, accompagnate nel canton sinistro del capo dalla stella di dieci raggi, d'argento; b) di azzurro, alla banda scaccata di due file di argento e di rosso. Ornamenti esteriori da Comune. D.P.R. 6 febbraio 2003 |                                      |
|                                                | Raddusa |                                      |
|                                                | Ragalna Inquartato: nel primo di azzurro, alla lettera maiuscola R, d'oro; nel secondo, di rosso, alla stella di otto raggi, d'oro; nel terzo di rosso, all'olivo di verde, fruttato di nero, fustato e sradicato al naturale; nel quarto, di azzurro, al monte Etna di verde, con la sommità innevata d'argento, cimato dal pennacchio di fumo, dello stesso, e fondato sulla pianura d'oro. DPR n. 1140 del 9 febbraio 1990 Gonfalone: drappo partito di giallo e di verde riccamente ornato di ricami d'argento e caricato dello stemma civico, con l'iscrizione centrata in argento, recante la denominazione "Comune di Ragalna". Le parti di metallo ed i cordoni sono argentati. L'asta verticale è ricoperta di velluto dei colori del drappo, alternati, con bullette argentate poste a spirale. Nella freccia è rappresentato lo stemma del Comune e sul gambo inciso il nome. Cravatta con nastri tricolorati dai colori nazionali frangiati d'argento. |                                      |
|                                                | Ramacca Azzurro a nove spighe di grano poste a ventaglio, legate da un nastro tricolore accostate da due grappoli di uva nera pampinati di verde. Gonfalone: drappo partito di azzurro e di giallo… |                                      |
|                                                | Randazzo di rosso alla pianura di verde, al leone rampante in oro, coronato dello stesso. Il tutto sovrastato da una corona e con la scritta Civitas Randatii. |                                      |
|                                                | Riposto Inquartato: al 1º d'oro, all'ombra di sole di rosso; al 2º d'azzurro, al brigantino allestito e veleggiante al naturale; al 3º d'azzurro, alla torre d'argento, merlata alla guelfa di quattro pezzi; al 4º d'oro, al grappolo di porpora, gambuto e fogliato di verde. R.D. del 19 gennaio 1882. |                                      |
|                                                | San Cono D.P.R. del 21 dicembre 1978 Gonfalone: drappo partito di azzurro e di bianco… |                                      |
|                                                | San Giovanni la Punta |                                      |
|                                                | San Gregorio di Catania Di rosso, ai due leoni rampanti affrontati, reggenti un globo con croce rossa. Ghirlanda di acanto e alloro attorno al blasone, legata da nastro rosso nella parte bassa. Blasone sormontato da corona baronale con cinque torri merlati d'argento. Gonfalone: drappo d'azzurro. |                                      |
|                                                | San Michele di Ganzaria |                                      |
|                                                | San Pietro Clarenza Gonfalone: drappo d'azzurro… |                                      |
|                                                | Sant'Agata li Battiati Gonfalone: drappo leggermente appuntato, partito di rosso e di giallo… |                                      |
|                                                | Sant'Alfio Una corona e uno scudo con banda divisoria con tre corone nella parte superiore e nella parte inferiore il castagno dei cento cavalli con lo sfondo dell'Etna. |                                      |
|                                                | Santa Maria di Licodia D'azzurro, alla torre d'argento merlata alla guelfa e finestrata di rosso. R.D. del 2 settembre 1923 |                                      |
|                                                | Santa Venerina Campo di cielo, all'Etna di verde, con la cima innevata di argento, con il pennacchio di fumo dello stesso, posto in fascia verso destra, l'Etna fondato sulla pianura diminuita di rosso e uscente dai fianchi, caricato dalla torre d'oro, alquanto posta a destra, murata, finestrata, chiusa di nero, merlata alla ghibellina di tre, sostenuta a sinistra dal leone d'oro, con le zampe anteriori e la zampa posteriore destra appoggiate alla torre, con la zampa posteriore sinistra appoggiata sulla pianura, essa torre attraversata dalla vite nodrita a destra nella pianura, la parte lignea al naturale, con tre grappoli di porpora, pampinosa di verde di cinque. Ornamenti esteriori da Comune. D.P.R. del 21 ottobre 2004 |                                      |
|                                                | Scordia D'azzurro al leone coronato d'oro, sostenente con le zampe anteriori uno stendardo di rosso svolazzante a sinistra, astato d'oro, caricato di tre stelle d'oro di sei raggi. Ornamenti esteriori da Comune. |                                      |
|                                                | Trecastagni Scudo d'azzurro con spiga d'oro trattenuta da due leoni affrontati dallo stesso metallo, nutrita sopra una zolla naturale movente dalla punta. |                                      |
|                                                | Tremestieri Etneo Troncato semipartito: nel primo di campo di cielo, all'Etna al naturale, innevato sulla cima, fumante,col fumo posto in sbarra, di bianco; nel secondo di verde, alle tre chiese d'argento, ordinate in sbarra, munite di campanili posti due a sinistra, e quello della Chiesa in capo, a destra, la chiesa mediana più grande; nel terzo di rosso, all'ovale d'azzurro, caricato della lettera “M” della Beata Vergine Maria d'oro, ornata da dodici stelle d'oro, poste in cerchio, l'ovale accompagnato in punta da due rami di olivo verde, in decusse. Ornamenti esteriori da Comune. D.P.R. del 5 marzo 1984 |                                      |
|                                                | Valverde D'azzurro all'edificio sacro, parte in pietra, parte intonacato al naturale, posto in prospettiva nel senso della banda abbassata, munito di due croci, d'archi e di torre campanaria, accompagnato dalla gru in volo al naturale e da quattro stelle di cinque punte d'oro, poste nel canton destro del capo, tre e una. Ornamenti esteriori da Comune. D.P.R. № 640 del 23 gennaio 1984 Gonfalone: drappo d'azzurro riccamente ornato di ricami d'argento e caricato dello stemma comunale con l'iscrizione centrata in argento: Comune di Valverde. Le parti di metallo ed i cordoni sono argentati. L'asta verticale è ricoperta di velluto azzurro con bullette argentate poste a spirale. Nella freccia è rappresentato lo stemma del Comune e sul gambo inciso il nome. Cravatta con nastri tricolori nazionali frangiate d'argento. |                                      |
|                                                | Viagrande |                                      |
|                                                | Vizzini D'oro, alla croce diminuita di rosso, accantonata da quattro aquile di nero, la prima e la terza rivoltate. Sotto lo scudo, su lista bifida e svolazzante d'oro, la sigla S.P.Q.B. in lettere maiuscole puntate, di nero. Ornamenti esteriori da Città. Gonfalone: drappo di rosso… D.P.R. del 7 marzo 2005, concessione di stemma e gonfalone |                                      |
|                                                | Zafferana Etnea Corona d'argento sovrastante uno scudo troncato che riporta, nella sezione superiore una aquila di colore nero, su sfondo oro, che afferra due grappoli d'uva porpora, e nella sezione inferiore di detto scudo, la rappresentazione dell'Etna, in verde nella parte inferiore e innevata all'estremità, con eruzione lavica sfiammante verso un campo di cielo in azzurro tenue e colata rossa sul fianco sinistro; il tutto coronato in basso con due fronde, di alloro e di quercia, legate all'estremità inferiore da nastro tricolore. D.P.R. del 4 ottobre 2001 |                                      |